# 2016-os spanyol Formula–4-bajnokság
A 2016-os spanyol Formula–4-bajnokság a sorozat első idénye volt. A bajnokság a Formula–4 szabályrendszerén alapult. A szezon eredetileg május 10-én vette volna kezdetét a Circuito de Navarra versenypályán és október 16-án ért volna véget a Circuito del Jarama aszfaltcsíkján, azonban a versenynapár összetétele jelentősen megváltozott. Az idény az eredetileg tervezett helyszínen június 11-én indult el és október 30-án fejeződött be a Circuito de Jerez versenypályán. A bajnokságot Richard Verschoor nyerte meg. Az MP Motorsport alakulata megnyerte a csapatok számára kiírt bajnokságot.

## Csapatok és versenyzők
| Csapat          | #  | Versenyző            | Forduló  |
| --------------- | -- | -------------------- | -------- |
| Double R Racing | 2  | Elias Niskanen       | 7        |
| Double R Racing | 4  | Tuomas Tujula        | összes   |
| Double R Racing | 6  | Konsta Lappalainen   | 5, 7     |
| Double R Racing | 10 | Juuso Puhakka        | 2, 7     |
| Double R Racing | 14 | Juho Valtanen        | 1, 3     |
| Double R Racing | 26 | Harry Hayek          | 1        |
| Double R Racing | 50 | Tuomas Haapalainen   | 1–3, 6–7 |
| Double R Racing | 64 | Rasmus Markkanen     | 1        |
| Double R Racing | 65 | Roope Markkanen      | 1        |
| Drivex          | 7  | Nyikita Volegov      | összes   |
| Drivex          | 31 | Antolín González     | 4–6      |
| Drivex          | 41 | Alekszandr Vartanyan | 1–4, 6–7 |
| Drivex          | 88 | Marta García         | 4–7      |
| MP Motorsport   | 10 | Juuso Puhakka        | 1        |
| MP Motorsport   | 16 | Jarno Opmeer         | 1–2      |
| MP Motorsport   | 21 | Xavier Lloveras      | összes   |
| MP Motorsport   | 22 | Richard Verschoor    | összes   |
| MP Motorsport   | 38 | Danny Kroes          | 2, 4, 7  |
| MP Motorsport   | 44 | Sebastián Fernández  | 3, 5–6   |

## Versenynaptár
| Verseny                | Verseny | Pálya                                        | Pályarajz      | Dátum          |
| ---------------------- | ------- | -------------------------------------------- | -------------- | -------------- |
| 1                      | 1       | Circuito de Navarra, Los Arcos[a]            |                | június 11.     |
| 1                      | 2       | Circuito de Navarra, Los Arcos[a]            | június 12.     |                |
| 1                      | 3       | Circuito de Navarra, Los Arcos[a]            | június 12.     |                |
| 2                      | 4       | Ciudad del Motor de Aragón, Alcañiz          |                | június 25.     |
| 2                      | 5       | Ciudad del Motor de Aragón, Alcañiz          | június 26.     |                |
| 2                      | 6       | Ciudad del Motor de Aragón, Alcañiz          | június 26.     |                |
| 3                      | 7       | Autódromo Internacional do Algarve, Portimão |                | július 9.      |
| 3                      | 8       | Autódromo Internacional do Algarve, Portimão | július 10.     |                |
| 3                      | 9       | Autódromo Internacional do Algarve, Portimão | július 10.     |                |
| 4                      | 10      | Circuit Ricardo Tormo, Cheste                |                | szeptember 24. |
| 4                      | 11      | Circuit Ricardo Tormo, Cheste                | szeptember 25. |                |
| 4                      | 12      | Circuit Ricardo Tormo, Cheste                | szeptember 25. |                |
| 5                      | 13      | Circuit de Barcelona-Catalunya, Montmeló[b]  |                | október 2.     |
| 5                      | 14      | Circuit de Barcelona-Catalunya, Montmeló[b]  |                | október 2.     |
| 6                      | 15      | Circuito del Jarama, Madrid                  |                | október 15.    |
| 6                      | 16      | Circuito del Jarama, Madrid                  | október 16.    |                |
| 6                      | 17      | Circuito del Jarama, Madrid                  | október 16.    |                |
| 7                      | 18      | Circuito de Jerez, Jerez[c]                  |                | október 29.    |
| 7                      | 19      | Circuito de Jerez, Jerez[c]                  |                | október 29.    |
| 7                      | 20      | Circuito de Jerez, Jerez[c]                  | október 30.    |                |
| Törölt versenyhétvége: |         |                                              |                |                |
| –                      | –       | Autódromo do Estoril, Estoril                |                | július 16–17.  |
| –                      | –       | Autódromo do Estoril, Estoril                |                | július 16–17.  |
| –                      | –       | Autódromo do Estoril, Estoril                |                | július 16–17.  |

Megjegyzések:
- ↑ a:  Eredetileg május 10-12. között rendezték volna meg, azonban a szezonnyiótra csak június 11. és 12. között került sor.
- ↑ b:  A helyszín eredetileg nem szerepelt a versenynaptárban.
- ↑ c:  Eredetileg szeptember 16-18. között rendezték volna meg, azonban a versenyhétvégét csak október 29. és 30. között tartották meg.

## Eredmények

### Összefoglaló
| Forduló | Forduló | Helyszín                           | Pole-pozíció         | Leggyorsabb kör      | Győztes           | Győztes         | Listavezető       | Előny |
| Forduló | Forduló | Helyszín                           | Pole-pozíció         | Leggyorsabb kör      | Versenyző         | Csapat          | Listavezető       | Előny |
| ------- | ------- | ---------------------------------- | -------------------- | -------------------- | ----------------- | --------------- | ----------------- | ----- |
| 1       | V1      | Circuito de Navarra                | Richard Verschoor    | Richard Verschoor    | Richard Verschoor | MP Motorsport   | Roope Markkanen   | 8     |
| 1       | V2      | Circuito de Navarra                |                      | Richard Verschoor    | Roope Markkanen   | Double R Racing | Roope Markkanen   | 8     |
| 1       | V3      | Circuito de Navarra                | Alekszandr Vartanyan | Alekszandr Vartanyan | Tuomas Tujula     | Double R Racing | Roope Markkanen   | 8     |
| 2       | V4      | Ciudad del Motor de Aragón         | Jarno Opmeer         | Richard Verschoor    | Richard Verschoor | MP Motorsport   | Richard Verschoor | 32    |
| 2       | V5      | Ciudad del Motor de Aragón         |                      | Richard Verschoor    | Richard Verschoor | MP Motorsport   | Richard Verschoor | 32    |
| 2       | V6      | Ciudad del Motor de Aragón         | Richard Verschoor    | Richard Verschoor    | Richard Verschoor | MP Motorsport   | Richard Verschoor | 32    |
| 3       | V7      | Autódromo Internacional do Algarve | Richard Verschoor    | Juho Valtanen        | Richard Verschoor | MP Motorsport   | Richard Verschoor | 55    |
| 3       | V8      | Autódromo Internacional do Algarve |                      | Richard Verschoor    | Richard Verschoor | MP Motorsport   | Richard Verschoor | 55    |
| 3       | V9      | Autódromo Internacional do Algarve | Alekszandr Vartanyan | Richard Verschoor    | Richard Verschoor | MP Motorsport   | Richard Verschoor | 55    |
| 4       | V10     | Circuit Ricardo Tormo              | Richard Verschoor    | Richard Verschoor    | Richard Verschoor | MP Motorsport   | Richard Verschoor | 86    |
| 4       | V1      | Circuit Ricardo Tormo              |                      | Richard Verschoor    | Richard Verschoor | MP Motorsport   | Richard Verschoor | 86    |
| 4       | V12     | Circuit Ricardo Tormo              | Richard Verschoor    | Richard Verschoor    | Richard Verschoor | MP Motorsport   | Richard Verschoor | 86    |
| 5       | V13     | Circuit de Barcelona-Catalunya     | Richard Verschoor    | Richard Verschoor    | Richard Verschoor | MP Motorsport   | Richard Verschoor | 129   |
| 5       | V14     | Circuit de Barcelona-Catalunya     | Richard Verschoor    | Richard Verschoor    | Xavier Lloveras   | MP Motorsport   | Richard Verschoor | 129   |
| 6       | V15     | Circuito del Jarama                | Richard Verschoor    | Tuomas Happalainen   | Richard Verschoor | MP Motorsport   | Richard Verschoor | 164   |
| 6       | V16     | Circuito del Jarama                |                      | Tuomas Tujula        | Richard Verschoor | MP Motorsport   | Richard Verschoor | 164   |
| 6       | V17     | Circuito del Jarama                | Tuomas Happalainen   | Richard Verschoor    | Richard Verschoor | MP Motorsport   | Richard Verschoor | 164   |
| 7       | V18     | Circuito de Jerez                  | Nyikita Volegov      | Richard Verschoor    | Richard Verschoor | MP Motorsport   | Richard Verschoor | 124   |
| 7       | V19     | Circuito de Jerez                  |                      | Richard Verschoor    | Richard Verschoor | MP Motorsport   | Richard Verschoor | 124   |
| 7       | V20     | Circuito de Jerez                  | Richard Verschoor    | Richard Verschoor    | Richard Verschoor | MP Motorsport   | Richard Verschoor | 124   |

Pontrendszer
Csak azok a versenyzők voltak jogosultak pontszerzésre, akik legalább 5 versenyhétvégén részt vettek.
|                  | 1. | 2. | 3. | 4. | 5. | 6. | 7. | 8. | 9. | 10. |
| 1. és 3. verseny | 25 | 18 | 15 | 12 | 10 | 8  | 6  | 4  | 2  | 1   |
| 2. verseny       | 15 | 12 | 10 | 8  | 6  | 4  | 2  | 1  |    |     |

### Versenyzők
( Félkövér: pole-pozíció, dőlt: leggyorsabb kör, a színkódokról részletes információ itt található)
| Helyezés                                             | Versenyző            | NAV | NAV | NAV | ALC | ALC | ALC | ALG | ALG | ALG | VAL | VAL | VAL | CAT | CAT | JAR | JAR | JAR | JER | JER | JER | Pont |
| ---------------------------------------------------- | -------------------- | --- | --- | --- | --- | --- | --- | --- | --- | --- | --- | --- | --- | --- | --- | --- | --- | --- | --- | --- | --- | ---- |
| 1.                                                   | Richard Verschoor    | 1   | 2   | Ki  | 1   | 1   | 1   | 1   | 1   | 1   | 1   | 1   | 1   | 1   | 2   | 1   | 1   | 1   | 1   | 1   | 1   | 368  |
| 2.                                                   | Alekszandr Vartanyan | 2   | 4   | 6   | 3   | 2   | 7   | 3   | 2   | 2   | 4   | 3   | 4   |     |     | 4   | 5   | 4   | 3   | 2   | 2   | 244  |
| 3.                                                   | Tuomas Tujula        | 6   | 11  | 1   | 8   | 6   | 8   | 4   | 5   | 4   | Ki  | Ki  | 8   | 2   | 4   | 2   | 2   | 3   | 4   | 4   | 3   | 222  |
| 4.                                                   | Xavier Lloveras      | 5   | 5   | Ki  | 4   | 9   | 2   | 5   | 7   | 6   | 2   | 2   | 2   | Ni  | 1   | 7   | 4   | 2   | Ki  | 5   | 10  | 197  |
| 5.                                                   | Nyikita Volegov      | 7   | 6   | 7   | 6   | 8   | 5   | 8   | 8   | 7   | 3   | 4   | 3   | 4   | 5   | 6   | 7   | 6   | 2   | 3   | 7   | 188  |
| 6.                                                   | Tuomas Happalainen   | 10  | 9   | 5   | 7   | 7   | 9   | 7   | 6   | 5   |     |     |     |     |     | 3   | 3   | 5   | Ki  | 8   | 6   | 139  |
| Versenyzők, akik nem voltak jogosultak pontszerzésre |                      |     |     |     |     |     |     |     |     |     |     |     |     |     |     |     |     |     |     |     |     |      |
|                                                      | Jarno Opmeer         | 3   | 3   | 4   | 2   | 3   | 3   |     |     |     |     |     |     |     |     |     |     |     |     |     |     | 0    |
|                                                      | Marta García         |     |     |     |     |     |     |     |     |     | 5   | 5   | 6   | 5   | 6   | 8   | 8   | 7   | 5   | 7   | 5   | 0    |
|                                                      | Sebastián Fernández  |     |     |     |     |     |     | 6   | 4   | Ki  |     |     |     | 3   | 3   | 5   | 6   | 8   |     |     |     | 0    |
|                                                      | Juuso Puhakka        | 9   | 8   | 3   | Ki  | 5   | 4   |     |     |     |     |     |     |     |     |     |     |     | Ki  | Ki  | 4   | 0    |
|                                                      | Danny Kroes          |     |     |     | 5   | 4   | 6   |     |     |     | Ki  | 6   | 5   |     |     |     |     |     | Ki  | 6   | 8   | 0    |
|                                                      | Juho Valtanen        | Ki  | 7   | 9   |     |     |     | 2   | 3   | 3   |     |     |     |     |     |     |     |     |     |     |     | 0    |
|                                                      | Roope Markkanen      | 4   | 1   | 2   |     |     |     |     |     |     |     |     |     |     |     |     |     |     |     |     |     | 0    |
|                                                      | Antolín González     |     |     |     |     |     |     |     |     |     | Ki  | 7   | 7   | 6   | 8   | Ki  | Ki  | 9   |     |     |     | 0    |
|                                                      | Konsta Lappalainen   |     |     |     |     |     |     |     |     |     |     |     |     | 7   | 7   |     |     |     | 6   | 9   | 9   | 0    |
|                                                      | Rasmus Markkanen     | 8   | 10  | 8   |     |     |     |     |     |     |     |     |     |     |     |     |     |     |     |     |     | 0    |
|                                                      | Elias Niskanen       |     |     |     |     |     |     |     |     |     |     |     |     |     |     |     |     |     | 7   | 10  | Ki  | 0    |
|                                                      | Harry Hayek          | Ki  | Ni  | Ni  |     |     |     |     |     |     |     |     |     |     |     |     |     |     |     |     |     | 0    |
| Helyezés                                             | Versenyző            | NAV | NAV | NAV | ALC | ALC | ALC | ALG | ALG | ALG | VAL | VAL | VAL | CAT | CAT | JAR | JAR | JAR | JER | JER | JER | Pont |

### Csapatok
| Helyezés | Csapat          | NAV | NAV | NAV | ALC | ALC | ALC | ALG | ALG | ALG | VAL | VAL | VAL | CAT | CAT | JAR | JAR | JAR | JER | JER | JER | Pont |
| -------- | --------------- | --- | --- | --- | --- | --- | --- | --- | --- | --- | --- | --- | --- | --- | --- | --- | --- | --- | --- | --- | --- | ---- |
| 1.       | MP Motorsport   | 1   | 2   | Ki  | 1   | 1   | 1   | 1   | 1   | 1   | 1   | 1   | 1   | 1   | 1   | 1   | 1   | 1   | 1   | 1   | 1   | 616  |
| 1.       | MP Motorsport   | 5   | 5   | Ki  | 4   | 9   | 2   | 5   | 7   | 6   | 2   | 2   | 2   | nI  | 2   | 7   | 4   | 2   | Ki  | 5   | 10  | 616  |
| 2.       | Drivex          | 2   | 4   | 6   | 3   | 2   | 5   | 3   | 2   | 2   | 3   | 3   | 3   | 4   | 5   | 4   | 5   | 4   | 2   | 2   | 2   | 452  |
| 2.       | Drivex          | 7   | 6   | 7   | 6   | 8   | 7   | 8   | 8   | 7   | 4   | 4   | 4   |     |     | 6   | 7   | 6   | 3   | 3   | 7   | 452  |
| 3.       | Double R Racing | 6   | 9   | 1   | 7   | 6   | 8   | 4   | 5   | 4   | Ki  | Ki  | 8   | 2   | 4   | 2   | 2   | 3   | 4   | 4   | 3   | 371  |
| 3.       | Double R Racing | 10  | 11  | 5   | 8   | 7   | 9   | 7   | 6   | 5   |     |     |     |     |     | 3   | 3   | 5   | Ki  | 8   | 6   | 371  |
| Helyezés | Csapat          | NAV | NAV | NAV | ALC | ALC | ALC | ALG | ALG | ALG | VAL | VAL | VAL | CAT | CAT | JAR | JAR | JAR | JER | JER | JER | Pont |

## Külső hivatkozások
- A bajnokság hivatalos weboldala